# Strikes Like Lightning
Strikes Like Lightning är ett minialbum av den svenska rockgruppen The Hellacopters från 2004. 

## Låtlista
1. "Turn the Wrong Key"
2. "Take Me On"
3. "A View from Nowhere"
4. "Blinded by the Light"
5. "Fiends & Frankensteins"
6. "On the Line"

## Medverkande
- Nicke Andersson
- Robert Dahlqvist
- Robert Eriksson
- Kenny Håkansson
- Anders Lindström
- Chips Kiesbye (producent)